# Filth (película)
Filth es una comedia negra británica estrenada en 2013, escrita y dirigida por Jon S. Baird. El lanzamiento en Escocia fue el 27 de septiembre de 2013 y el 4 de octubre de 2013 en el resto de Gran Bretaña. La película fue estrenada en Estados Unidos el 30 de mayo de 2014. Esta protagonizada por el actor James McAvoy

## Sinopsis
Bruce Robertson (James McAvoy) es un policía de Edimburgo. A pesar de su apariencia de policía modelo, es en realidad corrupto, violento y entregado al alcohol, las drogas y otros vicios, y tratará de resolver un caso que podría conseguirle un ascenso a cualquier precio. 

## Reparto
- James McAvoy como Bruce Robertson.
- Jamie Bell como  Ray Lennox.
- Eddie Marsan como Clifford Bladesey.
- Imogen Poots como Amanda Drummond.
- Brian McCardie como  Dougie Gillman.
- Emun Elliott como Peter Inglis.
- Gary Lewis como Gus Bain.
- John Sessions como  Bob Toal.
- Shauna Macdonald como Carole Robertson.
- Jim Broadbent como  Dr Rossi.
- Joanne Froggatt como Mary.
- Kate Dickie como  Chrissie.
- Martin Compston como  Gorman.
- Iain De Caestecker como  Ocky.
- Shirley Henderson como  Bunty.

## Recepción

### Taquilla
La película ganó £250.000 en ingresos de taquilla durante su primer fin de semana en Escocia, alcanzando el número uno en las listas. Se recaudó £842.167 ($ 1,4 millones) en el fin de semana siguiente, cuando se estrenó en todo el Reino Unido.

### Crítica
El sitio especializado en cine Rotten Tomatoes da a la película un índice de aprobación del 63%, basado en opiniones de 76 críticos, con una calificación promedio de 6.3 sobre 10. El consenso es "Deformado, sucio, desagradable y con entusiasmo, Filth hace honor a su título espléndidamente."